# Cucina agrigentina

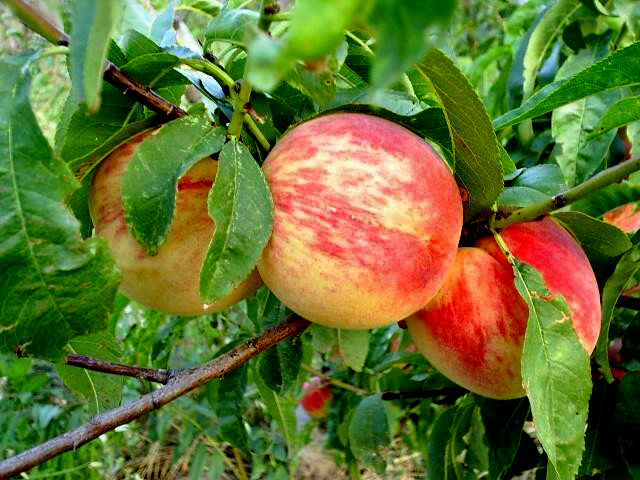
La pesca di Bivona, frutto tipico delle zone agrigentine.

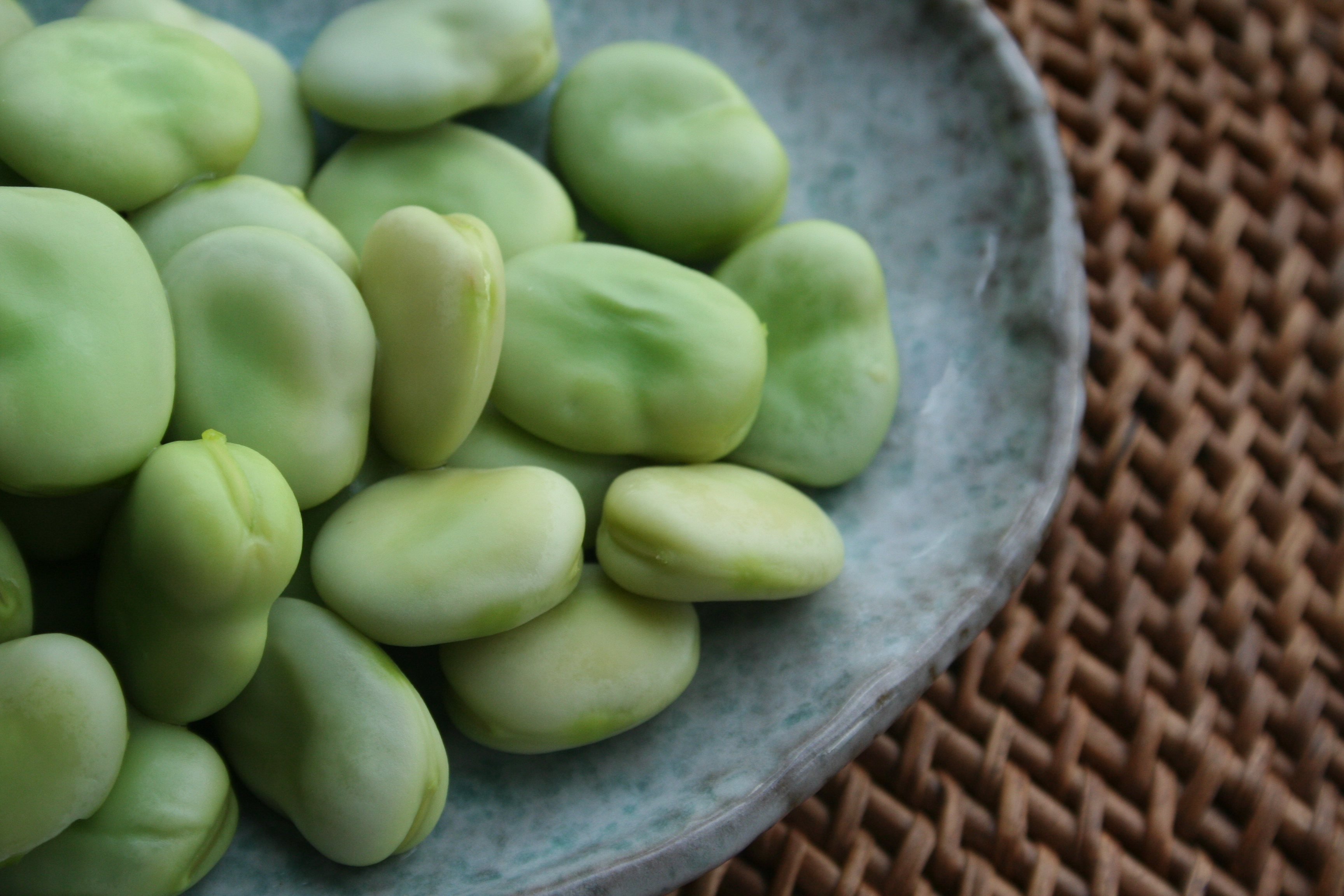
Le fave, alimento molto usato nell'agrigentino.

La cucina agrigentina si riferisce alle caratteristiche e abitudini alimentari che traggono origine da questa zona di Sicilia.

## Storia e ricette
La cucina di Agrigento e della sua provincia è complessa e articolata, in quanto essa unisce sia i territori prettamente marini, come le Isole Pelagie e sia i territori montani, come i comuni che si estendono sui Monti Sicani, inoltrandosi dunque al centro della Sicilia.
Proprio questa sua geografia ha fatto in modo che si sviluppasse una gastronomia prevalentemente di pesce nelle località costiere e isolane, mentre una gastronomia di carne e verdure nelle località interne e montane.
Si tramanda infatti che nella Sicilia centrale, ovvero la Sicilia interna, di cui fa parte la provincia agrigentina, sia possibile trovare le ricette più arcaiche dell'Isola mediterranea, poiché quelle zone sono state meno influenzate dalle successive dominazioni susseguitesi in terra siciliana. Per cui qui è possibile trovare modi di cucinare il cibo che traggono spunto dalla tradizione ellenistica, o ancor prima preistorica, della Sicilia.

### Ricette tipiche agrigentine

#### Territorio costiero e isolano
- Minestra di seppie;tipica di Siculiana Marina
- Sogliola alla saccense; tipica di Sciacca
- Polpette di sarde; tipiche di Licata
- Spaghetti all'isolotto e il dentice al forno con brodo di carne; tipiche di Lampedusa

#### Territorio interno e montano
- Minestra di San Giuseppe; tipica di Ribera
- La 'mpignulata ; tipica di Grotte
- Pasta con i carciofi; tipica di Menfi
- Pasta con fave e ricotta; tipica di Montevago
- Cavatelli all'agrigentina; tipici di Agrigento (preparati con la variante della ricotta salata, melanzane, pomodori, aglio, cipolla)
- La Stigghiola (tipica anche nel palermitano); tipica di Racalmuto
- "U pitaggiu" (stufato di fave, piselli, carciofi); tipico di Castrofilippo
- Il Macco di fave; tipico di Raffadali
- Mpurnatu; tipico di Campobello di Licata
- Agnello Pasquale; tipico di Favara
- Pasta Elena; tipico di Favara
- Tagano di Aragona[4]; tipico di Aragona